# 佐伯真貴
佐伯 真貴（さえき まさたか、1975年3月14日 - ）は、熊本県出身の元社会人野球選手（捕手）。

## 来歴・人物
九州学院高等学校から熊本工業大学に進学し、野球部で全日本大学野球選手権大会への出場経験を有する。
大学卒業後は、社会人野球のニコニコドーへ入団したが、同社が経営悪化に伴って1998年限りで野球部を廃部したのに伴い、いすゞ自動車へ移籍。いすゞ自動車では打力を買われ、捕手兼指名打者として藤澤英雄・長谷高成泰らとプレー。2002年の第72回都市対抗野球大会神奈川予選第2代表決定戦日石三菱（現：ENEOS）戦では、2点を追う9回裏に同点2ラン、1点を追う延長15回にサヨナラ逆転3ランを放ち、本大会出場を決めた。本大会でも5番打者を務め、同年限りで休部となる同社の都市対抗野球初制覇に貢献した。
いすゞ自動車の休部に伴って2003年からは富士重工業に移籍。富士重工業ではすでに正捕手として松尾貢司がいたため内野手もしくは指名打者としての出場が主だったが、それでも同僚の林稔幸や神谷譲二らとともに強力打線の一角を占める存在となった。2006年・2007年シーズンは主将も務めている。2006年の第33回社会人野球日本選手権大会ではチームを優勝に導いた。
家庭の事情から2007年シーズン限りで現役を引退、また富士重工業も退社して熊本に帰る方針を固めていた。それを知った熊本ゴールデンラークス監督の田中敏弘がチームに加入しての現役続行を懇願。佐伯はこれを受け入れて2008年シーズンからゴールデンラークスに移籍、兼任コーチとして2シーズンプレーし、2009年をもって現役を引退した。
現在は、同チームの運営母体である鮮ど市場で社業に就いている。

## 表彰・タイトル
- 都市対抗野球大会優秀選手賞：2回（2002年、2003年）